# Laser (computermerk)
Laser was een Nederlands computermerk. Laser Computer Europe werd eind jaren tachtig opgericht en maakte in 2002 een doorstart als Laser Nederland.
In april 2003 ging de computerfabrikant failliet, nadat de toenmalige directeur Rob Spierenburg eind 2002 uitstel van betaling aangevraagd had.

## Trivia
- Katja Schuurman was met drie solo-singles van haar (Maar nu heb ik er een, Wereldmeid en Totaal verkocht) in de jaren 1996/'97 onderdeel van een grote reclamecampagne van het merk.